# 2-甲基蒽醌

2-甲基蒽醌的合成

2-甲基蒽醌（英語：β-methylanthraquinone）也称为β-甲基蒽醌、乌楠醌（tectoquinone），是一种有机化合物，分子式C15H10O2，属于蒽醌衍生物，常温常压下为灰白色固体，可由邻苯二甲酸酐与甲苯合成。